# Arslan Ekşi
Arslan Ekşi (Istanbul, 17 luglio 1985) è un pallavolista turco, palleggiatore dello Ziraat Bankası.

## Carriera

### Club
La carriera di Arslan Ekşi inizia nella formazione dell'Arçelik, con la quale debutta in Voleybol 1. Ligi nella stagione 2001-02: resta legato al club per un quadriennio, nel corso del quale si aggiudica uno scudetto. Nel campionato 2005-06 si trasferisce al Fenerbahçe, dove trascorre un decennio e vince quattro scudetti, due Coppe di Turchia, altrettante edizioni della Supercoppa turca e della BVA Cup e una Challenge Cup.
Fa la sua prima esperienza all'estero nella stagione 2015-16, quando approda nella 1. Bundesliga tedesca con il Friedrichshafen: nel gennaio 2016 fa però ritorno in patria, disputando la seconda parte dell'annata con l'İstanbul BB (dove resta anche nella stagione seguente), venendo premiato come miglior palleggiatore del campionato. Nel campionato 2017-18 approda nella Superliga russa, difendendo i colori della Lokomotiv Novosibirsk, mentre nel campionato seguente torna di scena in patria, dove indossa la casacca dell'Halkbank, aggiudicandosi la Supercoppa turca.
Dopo un'annata con lo Spor Toto, nel campionato 2020-21 approda allo Ziraat Bankası: si aggiudica tre scudetti (impreziositi da altrettanti riconoscimenti come miglior giocatore e miglior palleggiatore) e tre Supercoppe turche, risultando il miglior giocatore dell'edizione 2022.

### Nazionale
Fa il suo debutto nella nazionale turca nel 2006, quando viene convocato per le qualificazioni al campionato europeo 2007. Nel 2022 conquista la medaglia d'oro alla European Golden League, insignito del premio come MVP, nel 2022 si aggiudica la medaglia d'argento alla European Golden League e alla Volleyball Challenger Cup, mentre nel 2023 ottiene l'oro all'European Golden League e alla Volleyball Challenger Cup.

## Palmarès

### Club
- Campionato turco: 8

2002-03, 2007-08, 2009-10, 2010-11, 2011-12, 2020-21, 2021-22, 2022-23
- Coppa di Turchia: 2

2007-08, 2011-12
- Supercoppa turca: 6

2011, 2012, 2018, 2021, 2022, 2023
- Challenge Cup: 1

2013-14
- BVA Cup: 2

2009, 2013

### Nazionale (competizioni minori)
- European Golden League 2019
- European Golden League 2022
- Volleyball Challenger Cup 2022
- European Golden League 2023
- Volleyball Challenger Cup 2023

### Premi individuali
- 2016 - Voleybol 1. Ligi: Miglior palleggiatore
- 2019 - European Golden League: MVP
- 2021 - Efeler Ligi: MVP
- 2021 - Efeler Ligi: Miglior palleggiatore
- 2022 - Efeler Ligi: MVP
- 2022 - Efeler Ligi: Miglior palleggiatore
- 2022 - Supercoppa turca: MVP
- 2023 - Efeler Ligi: MVP
- 2023 - Efeler Ligi: Miglior palleggiatore